# 최흥종
최흥종(崔興宗, 1880년 5월 4일~1966년 5월 14일)은 기독교 목회자, 독립운동가, 교육가, 한센병환자 구호사업가이다. 본관은 탐진. 호는 오방(五放)이다. 출생지는 광주광역시다.

## 생애

### 청년시절
최흥종은 1880년 5월 4일 전라남도 광주읍 불로동에서 아버지 최학신과 어머니 국씨 사이에서 7남매 중 둘째 아들로 태어났다(원래 손위로 형이 한명 있었으나 어릴 때 요절했으므로 통상 장남으로 부른다). 그는 다섯살 무렵에 자신을 낳아준 생모인 국씨(鞠)씨를 여의고, 얼마뒤 새로 맞은 계모 공씨(孔) 밑에서 자랐다. 그러다 12년만에 부친 최학신도 사망하면서 가족의 생계를 책임지는 처지가 되었다. 그래도 부친이 남긴 재산은 어느 정도 있었던 것 같다.
당시 1896년 무렵의 조선은 일제에 침략이 본격화되었고 러시아로 고종이 아관파천을 하는 등 외세에 의해 조선의 국운이 크게 위협당하고 있던 시절이었다. 최흥종은 17세때부터 계모 공씨와 더불어 어린 이복(異腹)동생들과 함께 고립무원으로 세상에 남겨졌다. 최흥종은 이십대 초반까지도 장터에서 잘 알려진 싸움꾼이었고 곧잘 건달패들과 어울리기도 했다. 실제로 그는 친구 최재익과 함께 건들거리며 광주 장날에는 장에 온 사람들에게서 술값을 뜯는 깡패짓을 하기도 했다.
그러나 최흥종에게 새로운 인생을 살게 하는 중요한 계기가 열리게 된다.1904년 12월 25일 유진 벨 선교사 부부, 오원 의사, 윌슨 선교사/의사, 포사이트 선교사/의사, 변창연 부부, 김총순 부부 등이 목포선교부에서 이주해와 광주군 부동방면 양림리에 광주선교부(광주교회)를 세우고 첫 예배를 드리게 된다. 이 때 선교사들의 조력자인 김총순 부부의 인도를 받아, 유진 벨(Eugene Bell) 선교사와 오언(Clement Owen, 한국명: 오원/吳元)의사/선교사의 감화를 받아 기독교에 입교하여 광주선교부의 최초의 신자가 된다.
그는 유진 벨 선교사(연세대 세브란스병원 국제진료실장 존 린튼의 외증조부)의 헌신적인 삶에서 예수의 사랑을 체험적으로 느꼈다. 그는 기독교에 입교한 후 술과 담배를 끊고 건달패 생활도 완전히 청산했다. 이렇게 완전히 거듭 난 생활을 시작했을 때 그의 나이 24세였다. 24세에야 철들기 시작한 것이다. 1909년 4월 장흥지역에서 선교활동중이던 오원선교사가 급성폐렴이 걸려 제중원으로 이송중일 때 목포에서 활동하고 있던 미국선교사 포사이트(W. H. Forsythe)에게 광주로 오라는 전보가 가게되고 급히 배를 타고 영산포에서 내려 광주로 오는 것을 마중나가달라는 유진 벨 선교사의 부탁을 받고 자신에게 기독교를 전도했던 김총순(金總巡)과 함께, 영산포에서 광주읍으로 들어오는 도중인 효천까지 마중을 나갔다. 효천에서 선교사 포사이트를 만나서 광주로 돌아오는 도중 산비탈에서 추위에 떨고 있는 나병(한센병)환자를 만났다. 그 환자는 김총순과 최흥종이 효천까지 오는 동안에도 그곳에 있었기 때문에 보았던 사람이다.
그런데, 이때 포사이트 선교사가 그 나병환자를 자신이 타고 왔던 나귀위에 태우고, 자신의 털 외투를 벗어 입히었다. 그리고는 포사이트는 나귀의 고삐를 이끌고 광주로 들어왔다. 이때 이 광경을 체험한 최흥종은 큰 충격을 받았고, 그것이 그의 일생의 신앙생활의 나침반이 되었다. 이 나병환자는 지금 광주기독병원 맞은 편 주차장 인근에 있었던 벽돌가마터에 격리하여 치료했으나 2주만에 사망하였다. 이를 계기로 그는 윌슨선교사와 함께 나환자치료에 헌신하게 되며 1912년에는 봉선리의 땅 1200평을 기증하여 광주나병원과 나병원교회를 설립한다.
1906년 봄에 광주읍 북문안(北門內/현재 광주시 충장로 파출소 옆)에 광주의 'ㄱ' 자 예배당을 건축하고 북문안교회(현,광주제일교회)라 하였다
최흥종은 1907년 김윤수 집사의 소개로 순검(巡檢)으로 취직하였다. 1905년 11월 17일 일본의 강압에 의해 을사보호조약이 체결되고 대한제국은 외교권을 박탈당하게 된다. 을사보호조약에 항의하여 전국에서 의병들이 일어났다. 1908년 보성지역의 의병장 안계홍(安桂洪)의 부하 12명을 화순으로 압송하는 과정에서 일본 경찰을 따돌리고 의병 12명을 풀어주었다. 그 뒤 몇 달이 지나 또 순창에서 총살 직전의 의병 6명을 밤에 몰래 유치장 문을 열어 도망치게 하였다. 당시 광주 경무서에는 일본인으로 고문 1인, 경부(경정 상당) 2인이 조선인 순검들을 지휘하고 있었다.
1907년 대한제국이 일본으로부터 빌린 국채가 1,300만원에 도달했다. 이 차관의 이자상환때문에 대한제국 조정이 재정적 압박을 받게 되자, 독립을 위해서는 국가의 빛을 갚자는 민간운동 즉 국채보상운동이 대구를 중심으로 1907년 1월부터 전국적으로 일어났다. 이때 광주에서도 최성기(1948년-54년 전남 초대 사세(司稅) 청장(현 지방국세청 청장)이었던 최태근의 부친)등이 주동이 되어 이 국채보상운동을 벌였다. 광주에서 1만원이 모아졌다. 두 번의 의병 탈출사건으로 최흥종을 의심하던 일본 경무고문은 광주지역의 국채보상운동의 주모자들을 잡아 오라는 명령을 최흥종에게 내렸다. 최흥종은 곧 사직서를 내고 1907년 경찰을 떠났다.
그 후 윌슨선교사의 강력한 권유를 받아 1905년 11월 20일에 창설된 제중원(濟衆院/현 광주기독병원)병원에서 1908년부터 조수겸 나환자들을 돕는 일을 하게 되었다. 당시 제중원의 원장은 윌슨이었다. 제중원은 1909년 4월 이후부터 나환자(한센병환자)들이 많이 몰려 들었다. 포사이트와 나환자 사건을 통해서 나환자를 따뜻하게 도와 준 사건이 널리 알려졌기 때문이다. 지금은 나환자가 많지 않지만 1900년대-1950년대까지만 해도 한반도에는 나환자가 무척 많았다. 윌슨과 포사이트가 이들의 치료를 맡았고, 김총순부부, 최흥종이 이들을 돌보았다. 전국의 나병 환자들이 치료를 받으려고 몰려들어 광주군 봉선리에는 나환자 부락이 형성되었다. 그리고 1912년 나병원으로 발전하였고, 1926년 여수로 옮겨 애양원이 되었다.

### 목회활동(나환자의 아버지)과 항일운동
1912년 최흥종은 자신을 전도한 김윤수 집사와 함께 유진 벨 선교사가 세운 북문안(北門內)교회(현,광주제일교회)의 초대장로가 된다. 1919년 2월 김필수(金弼秀)목사가 3.1독립운동 준비의 밀명을 받고, 광주에 내려와 기독교 지도자들인 최흥종장로와 김철(金鐵/본명 김복현金福鉉/후일 독립운동가)을 만났다. 밀명을 수락한 최흥종과 김철은 즉시 상경하여 담양출신인 일본 유학생출신 국기열(鞠琦烈/후일 동아일보 편집인/전남건국준비위원회 총무부장)과 김범수(金範洙/후일 조선공산당사건으로 옥고/전남건국준비위원회 조직부장)등 광주/전남출신의 젊은이들을 만나 협의하였다. 광주의 거사일은 3월 10일 하오 2시로 정해졌는데, 서울 시위상황을 살펴본후 오려다가 최흥종은 서울시위에 직접 참여하게 되어 종로경찰서에 피검되고, 광주지역의 시위운동의 책임자라는 것이 밝혀져 징역 3년형을 선고받았다.
광주시위는 김철의 주도로 북문안교회(현,광주제일교회)의 교인들 강석봉(姜錫峰/후일 제3차 조선공산당 전남책임비서), 한길상(韓吉祥/제4차 조선공산당사건으로 옥고/전남건국준비위원회 산업부장)등과 항일 비밀조직이었던 삼합(三合)양조회 회원들을 중심으로 숭일학교, 수피아여학교, 농업학교등 학생들이 참여하였다. 최흥종이 3년형을 마치고 대구형무소에서 1922년 출감하는 날 유진 벨 선교사가 대구까지 찾아가 그를 맞이했다.
그리고는 벨 선교사는 최흥종에게 평양으로 가, 평양신학교에 들어 갈것을 권유했다. 최흥종은 광주에 돌아가 나환자들을 돌보는 일을 하겠다고 우겼지만, 결국 벨 선교사에게 설득되어 평양신학교에 들어갔다. 신학교는 단기 교육과정이었다. 최흥종은 1921년 평양신학교를 졸업하고, 같은 해 북문안교회의 1917년부터 북문밖 기도처로 시작되어, 1920년 분립된 북문밖교회(현,광주중앙교회)의 초대 담임목사로 부임하게 된다. 당시 서울의 YMCA의 지도자는 윤치호(尹致昊)와 신흥우(申興雨)였다. YMCA연합회 총무 신흥우는 광주에 내려와 최흥종목사를 만나 여러차례 광주 YMCA 창설을 논의했다. 광주 북문밖교회 청년회원들의 주동으로 광주의 YMCA가 조직되고, 청년회원들은 최흥종을 광주 YMCA 초대회장으로 추대했으나, 최흥종은 이를 완강히 사양하였다. 그후 최흥종은 광주 YMCA의 제3대(1924년-30년), 제5대(1932년), 8대(1945년), 10대 회장을 역임하였다.
그는 광주의 목회활동중 걸인들과 나환자들을 집중하여 돌보고 목회하여 광주/전남지역에서는 "걸인, 나환자의 아버지"라고 불리었다. 그의 이러한 목회활동은 광주지역의 첫 선교사였던 유진 벨 선교사와 포사이트 선교사의 나환자들을 대하는 태도에서 감명받은 바 크다. 최흥종이 나환자들과 함께 생활하자 부인을 비롯하여 그의 가족조차도 그를 이해하지 못했다. 그는 광주 제중원의 나환자 구호사업과 함께, 전남 나주에도 호혜원(互惠院)을 창설하여 한센병환자들을 돌보는 사업을 계속 확장하였다. 그만큼 당시 나병(한센병)환자들이 많았고, 국가적 관심과 치료조차 받지 못하고 있었다.
1922년 겨울 최흥종목사는 자원하여 시베리아지역의 선교사로 떠나게 된다. 당시 시베리아에서는 한국독립군 700여명이 소련 공산군부대에 귀속하라는 권유를 거절하자 참살당하는 '흑하(黑河)사건'이 발생하여 분위기가 흉흉할 때였다. 그는 '니콜리스크(현,우수리스크)'에서 선교활동을 하다가 소련당국에 의해 1년 만에 추방당하고, 귀국하였다가, 1924년 광주금정교회에서 양림교회가 분립되자 9월 30일부터 1925년 11월 28일까지 광주의 모교회이자 초대장로(당시 북문안교회)가 되었던 광주금정교회(현,광주제일교회)의 제5대 담임목사로 시무하였다.
1927년 2월 서울에서 이상재(李商在), 안재홍(安在鴻), 권동진(權東鎭)등의 주도로 민족주의자와 사회주의자들이 통합한 민족유일당 신간회가 창립되자, 광주에서도 신간회 광주지회가 1927년 10월 결성되었는데 신간회에 참여한 좌우익 모든 정파로부터 최흥종이 초대회장으로 추대되었다. 부회장은 정수태(丁秀泰/전 국방장관, 국회의장 정래혁의 부친)였다. 그러나 정치활동은 그가 뜻한 바가 아니어서 2년후 1929년 정수태에게 신간회 광주지회장 자리를 넘기고, 최흥종은 제중병원(원장 Wilson 의사)에 찾아오는 한센병환자들을 돌보는 일에 전념한다. 이 제중병원에는 최흥종과 함께 한센병 환자들을 돌보는 일에 전념한 사람이 있었으니 엘리자베스 요한나 쉐핑(Elizabeth J. Shepping)(한국이름 서서평)(여)(1923년부터 초대-10대 조선간호부협회 회장/1934년 사망)선교사였다.
제중병원을 찾아 온 나환자들로 광주시는 마치 나환자촌같은 인상을 풍길 정도로 길거리에 나환자들이 많았다. 최흥종은 쉐핑 선교사(간호사)와 협의하여 전국적인 나환자 집단수용시설과 치료시설이 필요함을 총독부에 요청하기로 하였다. 최흥종은 곧 서울로 올라와 윤치호(尹致昊), 김병로(金炳魯), 송진우(宋鎭禹), 안재홍, 김성수(金性洙), 조병옥(趙炳玉), 이인(李仁), 서정희(徐廷禧/노동공제회 초대회장), 최원순(崔元淳/당시 동아일보 편집국장)등을 찾아 취지를 설명하였다. 모두들 최흥종의 제안에 찬동을 표하여, 회장 윤치호, 총무 최흥종으로 우리나라 최초로 1932년초 "전국 구라(救癩)협회"를 조직하였다. 총독부에 보내는 제안서는 안재홍이 집필하였다.
이 제안서에 대해 총독부가 반응을 보이지 않자, 1932년 봄 최흥종은 광주에서 나환자 150여명을 모아 서울 총독부로 향하는 '나환자 시위행진'을 조직하여, 여행도중 구걸하여 가면서 걸어서 서울까지 행진하면서 시위도중의 지방에서의 나환자 걸인들을 시위에 동참케 했다. 그래서 전국 각지에서 모여든 나환자 400여명이 총독부에 몰려들었다. 시위대가 총독부 뜰에 진입하자 당시 우가끼(宇垣)총독은 최흥종목사를 총독 사무실로 불러들였다. 경찰이나 경비원들은 나병 전염을 두려워하여 막지도 못하고 무서워서 모두 피했다. 결국 총독은 최흥종목사의 요구조건인 '소록도의 나병환자 수용시설을 대폭확충하고, 치료를 받은 환자들을 갱생의 길을 걷을 수 있도록 지원한다'는 것을 수락하였다.
마침 우가끼 총독이 광주지방을 순시한다고 하자, 전남 도지사는 도시미관을 해친다는 이유로 광주의 큰장터(현재의 양동시장) 주변의 걸인들의 집단거주지였던 빈민촌을 철거해 버렸다. 도지사에게 여러번 철거민 대책을 세워 줄것을 요청하였으나, 도지사가 반응을 보이지 않자, 광주에 내려 온 우가끼 총독에게 또 면담을 요청하여 철거민대책을 요구하였다. 총독이 철거민대책을 세우도록 지시하였지만 전남 도지사는 실제로 움직이지 않았다. 별수 없이 최흥종목사는 당시 광주지역의 갑부였던 최선진(崔善鎭/현 유은학원 창업자), 최명구, 지응현(池應鉉/속칭 지참봉), 현준호(玄俊鎬/호남은행의 창업자/현대구룹 현정은회장의 조부)등의 지원을 받아, 중앙교회에서 매일 점심때마다 걸인, 철거민들을 위한 무료급식을 행하였다. 또한 당시 농지였던 경양방죽가(구 광주시청자리)에 짚다발로 움막집을 짓고 걸인 수백명을 수용했다.
최흥종목사는 제중병원 윌슨 원장의 지원과 안재홍, 최원순, 손창식(孫昌植/한국인으로 중국 상해에서 거부가 된 사업가), 중앙교회 신도들의 재정적 후원을 받아 광주 봉선리에 나병환자 수용소를 지어 500여명을 수용하고, 치료했다. 봉선리 수용소가 포화상태가 되자 최흥종목사는 광주 양림동 미국인 선교사 묘지옆에 제2의 수용소인 양림동 수용소를 지었다. 그래서 남자 나환자들은 봉선리 수용소에 500명, 여자 나환자들은 양림동 수용소에 500명씩 분리수용하였다. 최흥종목사 자신도 남자 나환자 수용소안에서 기거하였다. 당시 남여 나환자들은 최흥종목사를 '아버지'라고 불렀다.
1935년에 최흥종목사는 아호를 오방(五放)이라 정하고, 주위 지인들에게 자신의 사망통고서를 돌렸다. 즉 죽은 사람으로 행세했다. 오방(五放)이란 '다섯가지를 놓아버린다'는 의미로 집착을 떨어버린다는 뜻이었다. 그 놓아버린 5가지는 집안의 일, 사회적 체면, 경제적 이익, 정치적 활동, 종파적 활동을 의미했다. 그는 "지상의 일에서 떠나 오직 하나님속에서 자유롭게 살겠다"고 선언했다.
그 후 최흥종목사는 광주 무등산 자락에 위치한 증심사(證心寺)곁의 작은 주택에서 의제(毅齊) 허백련(許百鍊)화백과 같이 생활했다. 이 집은 원래 최원순(동아일보 편집국장)의 별장이던 것을 최원순이 같은 집안사람인 최흥종목사에게 선물한 것이었다. 두 사람은 년배가 서로 비슷하여 막역한 친구이면서도 허백련은 최흥종목사의 기독교 전도를 끝내 받아들이지 않았고, 허백련은 최흥종에게 노장사상(老莊思想)을 권했었다.

### 해방후의 정치활동과 교육활동
1945년 8월 15일 일본이 패망하자, 1945년 8월 17일 광주에서 좌우익을 망라하여 조직된 건국준비위원회 전남지회에서 위원장으로 좌우익 모두로부터 추대되었다. 그만큼 그는 광주지역에서 좌우익 모두로부터 추앙받고 있었다. 전남 건국준비위원회는 위원장 최흥종목사, 부위원장에 김시중(金時中, 신간회 장성지회장/후일 한민당), 강해석(姜海錫, 고려공산청년회 전남도책), 총무부장에 국기열(鞠錡烈, 전 동아일보편집인),
조직부장 김범수(金範洙, 공산당 광주지역 지하조직책임), 재무부장 고광표(高光表, 대창석유 대표/후일 한민당 전남위원장), 선전부장 최인식(崔仁植, 전 조선일보 전남특파원/후일 호남신문 편집국장), 치안부장 이덕우(李德宇, 변호사), 학무부장 신순언(申淳彦, 변호사/후일 한독당 전남 부위원장), 산업부장 한길상(韓吉祥, 제4차 조선공산당사건 징역)등이 선임되었다. 즉 서울의 건국준비위원회가 좌익과 중간파만의 조직이었고, 우익이 전연 배제된데 비해, 최초의 전남 건준은 좌우익 모두가 참여한 순수한 건국 준비체였다. 그러나 1945년 9월 6일 중앙 건준이 '인민공화국'으로 명칭을 변경하면서, 완전히 좌익의 손아래 들어가자, 광주에서도 9월 20일을 기하여 우익들은 건국 준비위원회에서 배제되고, 좌익만의 인민위원회로 바뀌게 된다.
최흥종목사는 1945년 9월 20일 건준위원장자리를 박준규(朴準圭, 광양의 노농운동가)에게 물려주고, 다시 한센병환자들을 돌보는 일에 전념하였다. 당시 9월 10일 미군정청 군대(책임자 길버트 소령)가 광주에 진주하자, 길버트 소령은 최흥종목사를 가장 신뢰할 만한 도정 협의자(道政 協議者)로 여겨 그를 도정 고문위원으로 위촉했다. 도정 고문위원은 최흥종목사, 최종섭(崔鍾涉, 신간회 광주지회 부회장/후일 한민당), 장용태(張容泰/후일 조흥은행장)였다. 그리고 미군은 도지사에는 최흥종목사의 동생이고, 미국 유학생출신의 의사 최영욱(崔泳旭/일제하 광주 YWCA의 지도자 김필례金弼禮 여사의 부군)을 임명했다. 이렇게 하여 전남지역의 미군정은 지역의 신망받는 인사들을 행정책임자로 선정하였다.
또 광주 YMCA가 해방이후에 재건되자 최흥종목사가 광주 YMCA의 회장을 맡았다. 조선 YMCA는 1938년 일본의 동화정책(同化政策)에 따라 일본 YMCA 산하조직으로 강제 편입되었으며, 이에 견디다못해 조선 YMCA는 1944년 자진 폐회조치하였다. 동시에 광주YWCA도 재건되면서 최흥종의 제수(弟嫂)이고 최영욱 도지사의 부인인 김필례(황해도인)가 총무로 선출되었다.
군정기간중 이승만(李承晩)박사나, 김구(金九)주석, 함석헌(咸錫憲)이 광주에 내려오면 꼭 최흥종목사를 만났다. 이승만박사는 그의 진실한 기독교인의 삶에 감동되어 대통령 재임중에도 전남인사를 만나면 최흥종목사의 안부를 꼭 물었다. 김구는 최흥종목사가 정치를 떠난 것을 몹씨 아쉬어했으며, 함석헌은 그를 '무등산의 은자(隱者)'라고 불렀다.
그는 1948년 8월 정부수립이후에는 적산재산(敵産財産)이었던 호남신문의 회장(사장은 이은상, 편집국장은 최인식)을 맡기도 했다.
1948년 최흥종목사는 전남 나주(羅州)에 '음성 나환자'(한센병을 앓았다가 치유된 사람)들을 위한 시설인 호혜원(互惠院)을 설립하였다.
1951년에는 그의 나환자들을 돕는 사업이 전국적인 인정을 받아 '전국사회사업협회' 회장의 책임을 맡았다. 1955년에는 최흥종목사는 의제(毅齊) 허백련(許百鍊)화백과 함께 '청년들에게 농업전문교육을 시키는' '삼애(三愛/하나님, 이웃, 자연 사랑)학원'을 설립하였다. 최흥종목사가 교장을 맡고, 허백련화백이 부교장을 맡았다. 이 학교는 그 후 광주농업고등기술학교로 명칭이 바뀌었다.
1958년에는 6.25이후 갑자기 많이 늘어난 폐결핵환자들을 수용하기 위한 시설을 무등산 자락 원효사부근에 만들고 '송등원(松燈院)'을 만들고 이를 운영하였다. 이 송등원은 최흥종목사의 인격에 감복한 미국인 선교사 Cardington의 재정적 도움을 많이 받았다.
그리고 이 송등원 옆에 무등원(無等院)교회를 세웠다. 여기서 그는 성경과 노자의 도덕경(道德經)만을 읽었다.
1966년 2월 전국 교회에 보내는 경고문을 보낸후 절필(絶筆)하였다. 이 경고문에서 실제의 삶에서 예수의 삶의 방식을 따르지 않으며, 명목만의 기독교인들이 많은 교회의 현실을 개탄하였다. 이 일로 전국 기독교계가 발칵 뒤집혔다. 그는 1966년 2월 10일부터 34일간 금식을 하자 광주 YMCA등 광주의 기독교 지도자들이 강제로 최흥종목사를 무등산 칩거에서 광주 시내의 아들 집으로 데려왔다.
1966년 5월 14일 87세로 별세하였다. 광주 지역사회는 사회장(社會葬)을 결정하고 명예위원장에 이갑성(李甲成/광복회 회장), 위원장에 허백련, 부위원장에 최상채(崔相彩/전남대총장), 백영흠(白永欽/광주중앙교회목사), 양명순(梁明順/광주YWCA 회장)이 선정되었다.
장례가 치러진 5월 18일 광주공원에서 치러진 장례식장에서는 200여명이 넘는 음성 나환자들과 수십명의 걸인들이 몰려들어 "아버지, 어찌하여 우리만 남기고 가십니까?"라고 통곡하여 장례식장이 울음바다가 되었다.
정부는 1962년 그에게 국민훈장을 수여하였다.

## 가족
- 아버지 최학신 (?~1897년)
- 친어머니 국씨 (?~1885년)
- 양어머니 공씨 (?~?,1885년~1897년까지 최학신과 살음.)
- 남매 7남매 중 차남(윗형은 요절)
- 누나 최영온(1873년~?)
- 매형 정해업(1873년~?)
- 조카 정율성(1914년~1976년)
- 이복남동생 최영욱(1891년~1950년)
- 이복제수 김필례(1891년~1983년)
- 부인 강명환(1895년~1900년 사이에 결혼)

## 참고 문헌
- 전남매일신문, 1976년 7월-8월 "전남에 개화의 횃불을 밝힌 선각자들--오방 최흥종목사"
- 최 진, '격랑, 역사의 현장에서' pp 81-86, 전남대학교 학생독립운동연구단, 2010년
- 김홍길, "학생독립운동인물총람", 동인출판문화원, 2013, 247-251.